# 1. Bundesliga Pool 1998/99
Die 1. Bundesliga Pool 1998/99 war die neunte Spielzeit der höchsten deutschen Spielklasse im Poolbillard. Sie begann im September 1998 und endete im Mai 1999. Deutscher Meister wurde erstmals der 1. PBC Fulda. Die Kieler Billard Union belegte als Titelverteidiger den zweiten Platz.

## Abschlusstabelle
| Platz | Mannschaft               | S  | G  | U | V  | Punkte | Partien |
| ----- | ------------------------ | -- | -- | - | -- | ------ | ------- |
| 1     | 1. PBC Fulda             | 14 | 10 | 2 | 2  | 22     | 80:32   |
| 2     | Kieler Billard Union (M) | 14 | 10 | 1 | 3  | 21     | 67:45   |
| 3     | 1. PBC Joker Geldern     | 14 | 6  | 5 | 3  | 17     | 64:48   |
| 4     | PBC Bremen-Nord          | 14 | 5  | 6 | 3  | 16     | 61:51   |
| 5     | BC Oberhausen            | 14 | 6  | 3 | 5  | 15     | 63:49   |
| 6     | PBC Friedenau Berlin     | 14 | 4  | 4 | 6  | 12     | 54:58   |
| 7     | PBC Trier                | 14 | 4  | 1 | 9  | 9      | 46:66   |
| 8     | BSC Ingolstadt           | 14 | 0  | 0 | 14 | 0      | 13:99   |

|     |                                |
| S   | Gespielte Spiele               |
| G   | Siege                          |
| U   | Unentschieden                  |
| V   | Niederlagen                    |
|     | Absteiger in die 2. Bundesliga |
| (M) | Titelverteidiger               |